# Center Township (comté de Saint Clair, Missouri)
Center Township est un ancien township, situé dans le comté de Saint Clair, dans le Missouri, aux États-Unis,.
Le township est fondé vers 1890 et baptisé en référence à son emplacement géographique au sein du comté.

### Source de la traduction
- (en) Cet article est partiellement ou en totalité issu de l’article de Wikipédia en anglais intitulé « Center Township, St. Clair County, Missouri » (voir la liste des auteurs).